# Bjurtjärnen (Östervallskogs socken, Värmland, 661930-128531)
Bjurtjärnen är en sjö i Årjängs kommun i Värmland och ingår i Göta älvs huvudavrinningsområde. Sjön har en area på 0,0834 kvadratkilometer och ligger 228,3 meter över havet. Sjön avvattnas av vattendraget Rinnan.

## Delavrinningsområde
Bjurtjärnen ingår i det delavrinningsområde (661590-128922) som SMHI kallar för Utloppet av Rinnen. Medelhöjden är 268 meter över havet och ytan är 32,27 kvadratkilometer. Det finns inga avrinningsområden uppströms utan avrinningsområdet är högsta punkten. Rinnan som avvattnar avrinningsområdet har biflödesordning 3, vilket innebär att vattnet flödar genom totalt 3 vattendrag innan det når havet efter 343 kilometer. Avrinningsområdet består mestadels av skog (79 procent) och sankmarker (11 procent). Avrinningsområdet har 2,23 kvadratkilometer vattenytor vilket ger det en sjöprocent på 6,9 procent.